# 今堀博
今堀博（日语：／ Imahori Hiroshi，1961年8月4日—）「堀」音同「窟」，日本化學家，世界光化學權威，現任京都大學（京大）大學院教授、京大福井謙一紀念研究中心兼任教授。美國化學會會員。英國皇家化學會期刊《Journal of Materials Chemistry》副主編。
今堀教授曾與山中伸彌（2012年諾貝爾生理學或醫學獎得主）共同獲得2007年大阪科學獎。

## 生平[2]
1961年8月4日，今堀博誕生於日本京都府，京都大學理學部畢業。理學博士（京都大學）。
- 1990年　美國索尔克研究所博士後研究員（1990年4月～1992年3月）
- 1992年　大阪大學產業科學研究所助手
- 1993年　美國亞利桑那州立大學日美科學技術協力事業派遣研究員（1993年10月～1994年1月）
- 1999年　大阪大學大學院工學研究科助教授
- 2001年　魄力研究21研究代表者（兼任）（2001年12月～ 2005年3月）
- 2002年　京都大學大學院工學研究科教授
- 2002年　京都大學福井謙一紀念研究中心教授（兼任）
- 2007年　京都大學「物質－細胞統合系統基地」主任研究員
- 2013年　英國皇家化學會（RSC）、Journal of Materials Chemistry A, Deputy Editor-in-Chief（兼任）

## 貢獻
- 以富勒烯進行光能量轉換的研究[3]。

## 榮譽[4]
- 2002　SPP (The Society of Porphyrins and Phthalocyanines ) -JPP (The Journal of Porphyrins and Phthalocyanines ) Young Investigator Award in Porphyrin Chemistry at the Second International Conference on Porphyrins and Phthalocyanines (ICCP2)
- 2004年　光化學協會獎
- 2006年　日本學術振興會獎
- 2006年　日本化學會學術獎
- 2007年　東京化工技術論壇21金牌獎
- 2007年　大阪科學獎（日语：大阪科学賞）
- 2007年　傑出研究者2007（文部科學省科學技術政策研究所）

## 所屬學會
- 日本化學會
- 電氣化學會（日语：電気化学会）
- 錯體化學會
- 光化學協會
- 美國化學會
- 美國電氣化學學會（英语：Electrochemical Society）

## 外部連結
- Welcome to Imahori Group Member iCeMS Dept. of Molecular Engineering Kyoto University（页面存档备份，存于） （英文）